# USS Scroggins (DE-799)
USS Scroggins (DE-799) là một tàu hộ tống khu trục lớp Buckley được Hải quân Hoa Kỳ chế tạo trong Chiến tranh Thế giới thứ hai. Tên nó được đặt theo hạ sĩ quan Ted H. Scroggins (1918-1942), nhân viên vô tuyến/xạ thủ súng máy phục vụ tại khu vực quần đảo Aleut, đã tử trận ngày 15 tháng 6, 1942 trong một phi vụ tại đảo Kiska và được truy tặng Huân chương Không lực. Nó đã phục vụ cho đến khi chiến tranh kết thúc, xuất biên chế năm 1946 và bị tháo dỡ năm 1967.

## Thiết kế và chế tạo
Những chiếc thuộc lớp tàu hộ tống khu trục Buckley có chiều dài chung 306 ft (93 m), mạn tàu rộng 37 ft 1 in (11,30 m) và độ sâu mớn nước khi đầy tải là 11 ft 3 in (3,43 m). Chúng có trọng lượng choán nước tiêu chuẩn 1.400 tấn Anh (1.400 t); và lên đến 1.740 tấn Anh (1.770 t) khi đầy tải. Hệ thống động lực bao gồm hai turbine hơi nước General Electric công suất 13.500 mã lực (10.100 kW), dẫn động hai máy phát điện công suất 9.200 kilôwatt (12.300 hp) để vận hành hai trục chân vịt;  công suất 12.000 hp (8.900 kW) cho phép đạt được tốc độ tối đa 23 kn (26 mph; 43 km/h), và có dự trữ hành trình 6.000 nmi (6.900 mi; 11.000 km) khi di chuyển ở vận tốc đường trường 12 kn (14 mph; 22 km/h).
Vũ khí trang bị bao gồm ba pháo 3 in (76 mm)/50 cal trên tháp pháo nòng đơn có thể đối hạm hoặc phòng không, một khẩu đội 1,1 inch/75 caliber bốn nòng và tám pháo phòng không Oerlikon 20 mm. Vũ khí chống ngầm bao gồm một dàn súng cối chống tàu ngầm Hedgehog Mk. 10 (có 24 nòng và mang theo 144 quả đạn); hai đường ray Mk. 9 và tám máy phóng K3 Mk. 6 để thả mìn sâu. Khác biệt đáng kể so với lớp Evarts dẫn trước là chúng có thêm ba ống phóng ngư lôi Mark 15 21 inch (533 mm). Thủy thủ đoàn đầy đủ bao gồm 186 sĩ quan và thủy thủ.
Scroggins được đặt lườn tại xưởng tàu của hãng Consolidated Steel Corp., Ltd. tại Orange, Texas vào ngày 4 tháng 9, 1943. Nó được hạ thủy vào ngày 6 tháng 11, 1943; được đỡ đầu bởi bà Dartha Hardin, chị hạ sĩ quan Scroggins, và nhập biên chế vào ngày 30 tháng 3, 1944 dưới quyền chỉ huy của Hạm trưởng, Thiếu tá Hải quân Herbert Kriloff.

## Lịch sử hoạt động
Sau khi hoàn tất việc chạy thử máy huấn luyện tại khu vực Bermuda và sửa chữa sau chạy thử máy, Scroggins khởi hành vào ngày 1 tháng 6, 1944 để thực hiện chuyến đầu tiên của ba lượt hộ tống vận tải khứ hồi vượt Đại Tây Dương để đi sang Bizerte, Tunisia. Quay trở về sau chuyến đi sau cùng vào ngày 12 tháng 11, nó huấn luyện ôn tập tại khu vực Casco Bay, Maine trước khi hoạt động tuần tra chống tàu ngầm tại khu vực Argentia, Newfoundland từ ngày 18 tháng 12.
Ngoại trừ những giai đoạn ngắn trong cảng và lượt huấn luyện trong sáu ngày tại New London, Connecticut từ ngày 12 đến ngày 17 tháng 3, 1945, Scroggins tuần tra càn quét chống tàu ngầm tại lối tiếp cận Halifax, Nova Scotia trong thành phần một đội tìm-diệt tàu ngầm cho đến ngày 18 tháng 4, 1945. Từ ngày 30 tháng 4 đến ngày 5 tháng 5, con tàu hoạt động tuần tra tương tự ngoài khơi Long Island, New York trước khi đi đến Norfolk, Virginia. Khi chiến tranh chấm dứt tại châu Âu, con tàu đã chuẩn bị để sẵn sàng lên đường trong trường hợp cần thiết nhằm tham gia hoạt động áp giải những tàu ngầm U-boat Đức đầu hàng đi đến các cảng Hoa Kỳ; tuy nhiên con tàu đã không được huy động cho nhiệm vụ này.
Rời Norfolk vào ngày 15 tháng 5, Scroggins tháp tùng bảo vệ cho tàu sân bay hộ tống Guadalcanal (CVE-60) hoạt động ngoài khơi Jacksonville, Florida để huấn luyện chuẩn nhân phi công tàu sân bay. Được tách khỏi nhiệm vụ này vào ngày 5 tháng 6, nó phục vụ như tàu huấn luyện tại Trung tâm Huấn luyện Hải quân Miami, Florida từ ngày 6 tháng 6 đến ngày 17 tháng 7, rồi được đại tu tại Xưởng hải quân New York và huấn luyện ôn tập tại vịnh Guantánamo, Cuba. Sau đó nó phục vụ như tàu huấn luyện tàu ngầm tại Căn cứ New London từ ngày 5 tháng 9 đến ngày 9 tháng 12, rồi phục vụ canh phòng máy bay cho tàu sân bay hộ tống Salerno Bay (CVE-110) ngoài khơi Norfolk từ ngày 9 tháng 1, đến ngày 14 tháng 2, 1946. Nó quay trở lại New London để tiếp tục huấn luyện tàu ngầm từ ngày 26 tháng 2 đến ngày 1 tháng 4.
Scroggins đi đến Green Cove Springs, Florida vào ngày 2 tháng 5 để chuẩn bị ngừng hoạt động. Nó được cho xuất biên chế tại đây vào ngày 15 tháng 6, 1946 và được đưa về Hạm đội Dự bị Đại Tây Dương. Tên nó được cho rút khỏi danh sách Đăng bạ Hải quân vào ngày 1 tháng 7, 1965, và con tàu bị bán cho hãng Peck Iron and Metals Co. tại Portsmouth, Virginia vào ngày 5 tháng 4, 1967 để tháo dỡ.

## Phần thưởng[7]
|  |  |  |

| Huân chương Chiến dịch Hoa Kỳ | Huân chương Chiến dịch Châu Âu-Châu Phi-Trung Đông | Huân chương Chiến thắng Thế Chiến II |